# IC 835
IC 835 ist eine Balken-Spiralgalaxie vom Hubble-Typ SBb im Sternbild Coma Berenices am Nordsternhimmel. Sie ist schätzungsweise 340 Millionen Lichtjahre von der Milchstraße entfernt und hat einen Durchmesser von etwa 60.000 Lichtjahren.
Im selben Himmelsareal befinden sich u. a. die Galaxien NGC 4821, NGC 4849, IC 834, IC 837.
Das Objekt wurde am 24. Februar 1892 vom österreichischen Astronomen Rudolf Spitaler entdeckt.